# 新父子時代
《新父子時代》是香港無綫電視1994年拍攝的電視連續劇，全劇共20集，監製張乾文。主要演員有莫少聰、鄭家麟、梁小冰、張國強、何婉盈、黃日華等，主題曲由莫少聰主唱。

## 故事大綱
李世民（莫少聰飾）與吳國生（黃日華飾）為貨車司機，二人感情深厚。身為單親父親的國生後來意外喪生，臨終將獨生兒子吳向星（鄭家麟飾）交託給世民，世民基於情義及責任，毅然承諾撫養向星。惟向星生性反叛，令世民無所適從，世民妻郭可儀（何婉盈飾）亦因向星關係，與世民的感情更趨破裂，終至離婚收場。而向星眼見世民為了自己而陷入困境，內心歉疚，二人在危難中互相扶持，建立親如父子的感情。
正當兩人感情融洽之際，向星之生母葉芳（梁小冰飾）突然回港，欲取回向星之撫養權，更不惜揭露了向星的身世，世民至此才明白葉芳所受的委屈及多年的痛苦，只好犧牲自己與向星的濃厚感情，勸向星重歸生母葉芳的懷抱。
世民在不知不覺中對葉芳產生了微妙的感情，可是葉芳在美國已嫁作人婦，其夫楊文禮（張國強飾）更從美追至。葉芳處於情義兩難間，不知如何取捨；葉芳、世民與向星三人之間複雜的情感又該如何分解…？

## 演員表

### 主要演員
| 演員   | 角色   | 暱稱/關係                                                                    |
| 莫少聰 | 李世民 | 榮記貨運公司貨車司機 吳國生之好友 吳向星之養父 郭可儀之丈夫，後離婚 喜歡葉芳 |
| 鄭家麟 | 吳向星 | 星仔 小學學生 吳國生、葉芳之子 李世民之養子                                  |
| 梁小冰 | 葉 芳  | Miss Yip 教師 吳向星之親母兼班主任 楊文禮之妻，後離婚 吳國生之好友兼暗戀對象 |
| 張國強 | 楊文禮 | 商人 葉芳之丈夫，後離婚 吳國生之好友，後反目 曾打傷吳國生，導致其右耳失聰    |
| 何婉盈 | 郭可儀 | 化妝品銷售員 李世民之妻，後離婚                                              |

### 客串演員
| 演員   | 角色   | 暱稱/關係 |
| 黃日華 | 吳國生 | 榮記貨運公司貨車司機 吳向星之父 李世民之好友 暗戀葉芳 楊文禮之好友，後反目 被楊文禮打傷，導致右耳失聰 於第2集因被牽涉到一宗金行搶劫案及在爭執中誤傷一名警員，而成為通緝犯 於第5集被警察槍殺身亡 （客串第1-5，10及14集） |

### 其他演員
| 演員   | 角色        | 暱稱/關係                                 |
| 陳榮峻 | 麥偉發      | 麥Sir 幫辦 李世民之好友                   |
| 郭卓樺 | 阿 毛       | 榮記貨運公司貨車司機 吳國生、李世民之同事 |
| 黃煒林 | 阿 強       | 榮記貨運公司貨車司機 吳國生、李世民之同事 |
| 方 傑  | 朱文堅      | 榮記貨運公司老闆 吳國生、李世民之上司     |
| 李欣曉 | 梁鳳珍      | 梁律師 代表李世民打吳向星之撫養權官司     |
| 楊瑞麟 | 陳律師      | 代表葉芳打吳向星之撫養權官司              |
| 唐葳娜 | Grace       |                                           |
| 黃清榕 | Peggy       |                                           |
| 陸麗燕 | Helen       |                                           |
| 何金靈 | Peter       |                                           |
| 羅 維  | Albert      |                                           |
| 張俊華 | Patrick     |                                           |
| 郭少芸 | Miss張      | 老師 吳向星前班主任                       |
| 陳寶靈 | 店 員       |                                           |
| 蕭山仁 | 經 理       |                                           |
| 麥皓為 | 杜一飛      |                                           |
| 何潔珊 | 新昌接待    |                                           |
| 沈寶思 | 職 員       |                                           |
| 張漢斌 | 職 員       |                                           |
|        | 煥 叔       |                                           |
| 計祥龍 | 小 販       | 賣錶小販                                  |
| 虞天偉 | 賣錶老板    | 實際上為警員                              |
| 許實賢 | 忠          |                                           |
| 張宏偉 | 奇          |                                           |
| 湯俊明 | 路 人       |                                           |
| 呂劍光 | 睇相佬      |                                           |
| 陳淦泉 | 蘿 蔔       | 吳向星之同學                              |
| 陳淦雄 | 肥 龜       | 吳向星之同學                              |
| 譚一清 | 梁主任      |                                           |
| 鄧煜榮 | 老師甲      |                                           |
| 吳列華 | 老師乙      |                                           |
| 羅雪玲 | 老師丙      |                                           |
| 戴少民 | 張SIR       | 張督察                                    |
| 陸應康 | 一柴警員    |                                           |
| 麥嘉倫 | 新警員      |                                           |
| 廖麗麗 | 主 任       | 孤兒院主任                                |
| 尹健榮 | 阿 榮       |                                           |
| 黃仲匡 | 阿 B        |                                           |
| 伍文生 | 阿 祥       |                                           |
| 馮瑞珍 | 老村婦      |                                           |
| 何璧堅 | 阿 伯       |                                           |
| 朱威明 | 童 軍       |                                           |
| 左健斌 | 童 軍       |                                           |
| 林嘉麗 | 何主任      |                                           |
| 林文森 | 老 師       |                                           |
| 黃天鐸 | Patrick     |                                           |
| 蔣文端 | 莫社工      |                                           |
| 黎秀英 | 村 婦       |                                           |
| 郭德信 | 陳校長      |                                           |
| 梁啟智 | 管理員      |                                           |
| 馬麗虹 | 售貨員      |                                           |
| 洪一鳴 | 報 販       |                                           |
| 孔建江 | 富貴貓      |                                           |
| 郭佩雯 | 馬小玲      |                                           |
| 李學良 | 店 員       |                                           |
| 陳中堅 | 陳校監      |                                           |
| 戴誌衛 | 嚴國熹      | 嚴主任、豆皮熹 體育老師                   |
| 孫季卿 | 華 叔       |                                           |
| 歐艷芳 | 菲 傭       |                                           |
| 趙振文 | 守門員      |                                           |
| 韋光倫 | 球員甲      |                                           |
| 陳振業 | 球員乙      |                                           |
| 鄭家良 | 報 販       |                                           |
| 鄧汝超 | 貴          |                                           |
| 黃承想 | Eric        |                                           |
| 張俊平 | 生果店老闆  |                                           |
| 吳亞圓 | 售貨員      |                                           |
| 曾梓峯 | 吳向星童年  |                                           |
| 郭英浩 | 陳特孝      |                                           |
| 陳亦雯 | 馮緻美      |                                           |
| 簡文達 | 待 應       |                                           |
| 蕭玉燕 | May         |                                           |
| 羅國維 | 法 官       |                                           |
| 陳燕航 | 某女子      |                                           |
| 王華盛 | 龜 父       | 吳向星同學肥龜之父                        |
| 張茵茵 | 龜 母       | 吳向星同學肥龜之母                        |
| 曹 濟  | 華 叔       |                                           |
| 黃文標 | 炳          |                                           |
| 陳曉雲 | 張社工      |                                           |
| 李中寧 | 顏醫生      |                                           |
| 曾令茵 | 護 士/秘 書 |                                           |
| 容嘉勵 | 秘 書       |                                           |
| 戴耀明 | 經 理       |                                           |
| 江德華 | 酒 保       |                                           |
| 劉美珊 | 空中小姐    |                                           |

## 特別演出
- 林尚義（第8集）
- 李健和（第8集）
- 陳秀賢（第8集）

## 軼事
本劇於1996年2月1日在廣東電視珠江台首播，並於2011年6月12日在TVB星河頻道重播。
此劇是莫少聰至今為止1994年在無綫之最後一部的TVB電視劇集；此之後離開無綫電視，是同年全身投入為電影界發展。